# PAST (Pologne)
Pour les articles homonymes, voir PAST.

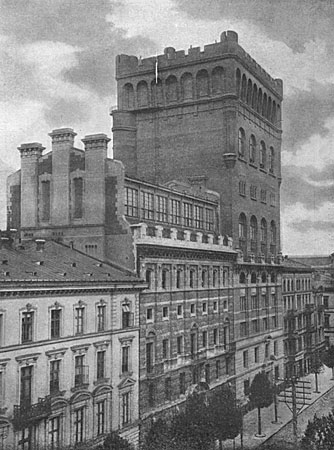
Avant-guerre, vue des bâtiments Grand PAST (arrière-plan) Petit PAST (au premier plan)

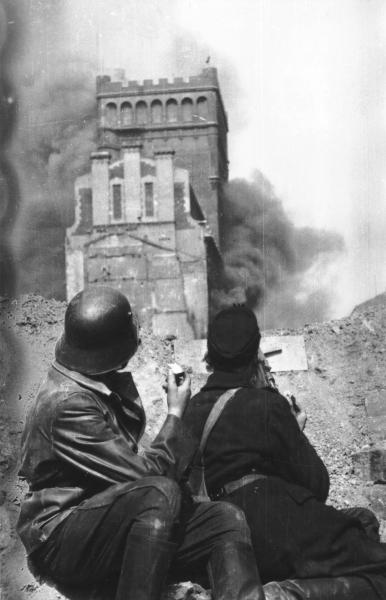
L'incendie du PAST pendant l'Insurrection de Varsovie.

PAST (Polska Akcyjna Spółka Telefoniczna, Société anonyme de la compagnie polonaise de téléphonie) était un opérateur polonais de téléphone dans la période de l'Entre-deux-guerres. Il était réputé pour son siège de Varsovie, qui, à l'époque de sa construction, était le premier et le plus haut gratte-ciel de l'Empire russe, ainsi que le plus haut bâtiment de la ville de Varsovie. La lutte pour le bâtiment lors de l'Insurrection de Varsovie de 1944 a également ajouté à la légende de ce lieu.

## L'histoire
L'entreprise Towarzystwo Akcyjne Telefonów, de capitaux suédois, également connue sous le nom Cedergren, a remporté un appel d'offres en 1900 afin de développer le réseau téléphonique varsovien. À cette fin, deux bâtiments ont été construits rue Zielna, dans le centre de Varsovie, pour y établir à la fois un central téléphonique et le siège de la société. Le bâtiment a été construit entre 1904 et 1910, en deux phases. La partie basse, conçue par L. Wahlman, I. G. Clason et B. Brochowicz-Rogoyski, a été achevée en 1904-1905, tandis que la partie supérieure a été ajouté entre 1907 et 1910. Le bâtiment a été l'un des premiers bâtiments en béton armé de taille considérable en Europe.
La licence Cedergren a expiré en 1922, en conséquence le bâtiment a été repris par l'entreprise PAST. C'est pourquoi il fut par la suite mentionné par les Varsoviens soit par le nom de Cedergren ou PAST, soit, plus familièrement, "Pasta" (de l'italien "pâtes"). Pendant l'occupation allemande de la Pologne, il abritait le centre téléphonique régional du Gouvernement Général. Au cours de l'Insurrection de Varsovie, le 20 août 1944, le bâtiment a été capturé par les insurgés polonais du bataillon AK (Armia Krajowa) "Kiliński” après 20 jours de combats sanglants. Le bâtiment a été gravement endommagé. Il a été reconstruit tout en simplifiant son architecture après la seconde Guerre Mondiale. 
La société n'a pas été recréé après la guerre, et ses biens ont été nationalisés par les autorités communistes polonaises.
L'historique rue du quartier juif Rue Próżna se trouve juste à l'angle de l'immeuble. Le quartier est en reconversion, accueillant des surfaces de bureaux à destination des entreprises.